# Puchar Świata w Chodzie Sportowym 2004
21. Puchar Świata w Chodzie Sportowym – zawody lekkoatletyczne, które odbyły się 1 i 2 maja w niemieckim mieście Naumburg (Saale).

## Rezultaty

### Mężczyźni
|                          | 1. miejsce         | Rezultat | 2. miejsce          | Rezultat | 3. miejsce       | Rezultat |
| Chód na 10 km (juniorzy) | Sun Chao           | 40:38    | Eder Sánchez        | 41:01    | Benjamin Sánchez | 41:19    |
| Chód na 20 km            | Jefferson Pérez    | 1:18:42  | Robert Korzeniowski | 1:19:02  | Nathan Deakes    | 1:19:11  |
| Chód na 50 km            | Aleksiej Wojewodin | 3:38:02  | Yu Chaohong         | 3:41:30  | Jurij Andronow   | 3:42:38  |

### Kobiety
|                          | 1. miejsce        | Rezultat | 2. miejsce   | Rezultat | 3. miejsce  | Rezultat |
| Chód na 10 km (juniorki) | Wiera Sokołowa    | 45:29    | Anna Bragina | 46:15    | Zhang Nan   | 47:18    |
| Chód na 20 km            | Jelena Nikołajewa | 1:27:24  | Jiang Jing   | 1:27:34  | María Vasco | 1:27:36  |